# Tân Kỳ, Nghệ An
Tân Kỳ là một xã thuộc tỉnh Nghệ An, Việt Nam. Xã được hình thành trên cơ sở sáp nhập thị trấn Tân Kỳ và các xã Nghĩa Dũng, Kỳ Tân, Kỳ Sơn của huyện Tân Kỳ trong đợt Sáp nhập tỉnh thành Việt Nam 2025.

## Địa lý
Xã Tân Kỳ có vị trí địa lý:
- Phía Đông giáp xã Bạch Ngọc và xã Quang Đồng;
- Phía Nam giáp xã Bạch Ngọc;
- Phía Tây giáp xã Tân An và xã Giai Xuân;
- Phía Bắc giáp xã Nghĩa Đồng và xã Giai Xuân.

Xã Tân Kỳ có diện tích tự nhiên 116,50 km².

## Hành chính và tên gọi
Xã Tân Kỳ được thành lập theo Nghị quyết số 1678/NQ-UBTVQH15 của Ủy ban Thường vụ Quốc hội Việt Nam, ban hành ngày 16 tháng 6 năm 2025. Theo đó, sắp xếp toàn bộ diện tích tự nhiên, quy mô dân số của thị trấn Tân Kỳ và các xã Nghĩa Dũng, Kỳ Tân, Kỳ Sơn thuộc huyện Tân Kỳ trước đây thành một xã mới có tên gọi là xã Tân Kỳ.
Trước đó, theo Đề án sắp xếp đơn vị hành chính cấp xã tỉnh Nghệ An, xã này là xã Tân Kỳ 1.
Sau sắp xếp xã có diện tích tự nhiên: 116,50 km², quy mô dân số: 32.974 người.